# 蒂娜·摩根
蒂娜·摩根（英語：Tina Morgan，1939年—1987年），新西兰女子游泳、田径运动员。她曾代表新西兰参加1972年夏季残疾人奥林匹克运动会田径和游泳比赛，获得女子25米自由泳1B级铜牌。